# Allophyes cypriaca
Allophyes cypriaca là một loài bướm đêm trong họ Noctuidae.